# Гомес, Вильфредо
Вильфредо Гомес Ривера (исп. Wilfredo Gómez Rivera; родился 29 октября 1956 года в Пуэрто-Рико) — пуэрто-риканский боксёр-профессионал, выступавший во 2-й легчайшей, полулёгкой и 2-й полугегкой весовых категориях. Чемпион мира во 2-й легчайшей (версия WBC, 1977—1983), полулёгкой (версия WBC, 1984) и 2-й полулёгкой (версия WBA, 1985—1986) весовых категорях. В любительском боксе в 1974 году стал первым пуэрто-риканским чемпионом мира. Один из лучших пуэрто-риканских боксёров в истории. Величайший боксёр всех времен в категории 2-го легчайшего веса по версии американского журнала «Ринг». Лауреат Международного зала славы бокса в Канастоте.

## Профессиональная карьера
Дебютировал в ноябре 1974 года.
В мае 1977 года Гомес встретился с обладателем титула WBC во 2-м легчайшем весе из Южной Кореи Ём Дон Гюном. Гомес нокаутировал соперника в 12-м раунде.
В июле 1977 года Гомес встретился с мексиканцем Раулем Тирадо. Гомес победил техническим нокаутом в 5-м раунде.
В январе 1978 года в Японии Гомес проводил 2-ю защиту титула против местного бойца Рояла Кобаяси. Гомес нокаутировал соперника в 3-м раунде.
В апреле 1978 года Гомес встретился с мексиканцем Хуаном Антонио Лопесом. Гомес победил техническим нокаутом в 7-м раунде.
В июне 1978 года в Таиланде Гомес проводил 4-ю защиту титула против местного бойца Сакада Петчинди. Гомес победил техническим нокаутом в 3-м раунде.
В сентябре 1978 года Гомес встретился с доминиканцем Леонардо Крусом. Гомес победил соперника техническим нокаутом в 13-м раунде.
В октябре 1978 года Гомес проводил 6-ю защиту титула против легендарного мексиканца Карлоса Сарате. Оба боксёра на момент боя имели внушительные «нокаутёрские» послужные списки: 21-0-1 (21 KOs) — Гомес, 52-0-0 (51 KOs) — Сарате. В 4-м раунде Гомес дважды посылал Сарате на канвас. Второй нокдаун произошёл сразу после того, как прозвучал гонг об окончании раунда. В 5-м раунде Гомес снова послал соперника в нокдаун, после чего секунданты мексиканца выбросили полотенце. Гомес победил техническим нокаутом.
В марте 1979 года Гомес встретился с доминиканцем Нестором Хименесом. Накануне боя Гомесу пришлось согнать 6 фунтов веса, чтобы уложиться в рамки своей весовой категории. В 5-м раунде Гомес победил техническим нокаутом.
В мае 1979 года Гомес провёл нетитульный бой против доминиканца Нельсона Круса Тамариса. Гомес нокаутировал соперника во 2-м раунде.
В июне 1979 года Гомес проводил 8-ю защиту титула против никарагуанца Хулио Эрнандеса. Гомес победил техническим нокаутом в 5-м раунде.
В сентябре 1979 года Гомес встретился с панамцем Карлосом Мендосой. Дважды отправив соперника на канвас в 10-м раунде, Гомес победил техническим нокаутом. Поединок проходил в рамках шоу, главным событием которого был реванш Ларри Холмс — Эрни Шейверс.
В октябре 1979 года Гомес встретился с американцем Никки Пересом. Это была 10-я защита Гомесом титула WBC во 2-м легчайшем весе. Гомес победил техническим нокаутом в 5-м раунде.
В феврале 1980 года Гомес встретился с колумбийцем Рубеном Вальдесом. Гомес победил техническим нокаутом в 6-м раунде.
В апреле 1980 года Гомес провёл нетитульный бой против нигерийца Эдди Ндукву. Гомес победил техническим нокаутом в 4-м раунде.
В августе 1980 года Гомес проводил 12-ю защиту титула против непобеждённого американца Деррика Холмса. В 3-м раунде Гомес дважды посылал соперника на канвас, в 4-м раунде — ещё четыре раза. В 5-м раунде, после ещё двух падений американца, Гомесу была засчитана победа техническим нокаутом.
В декабре 1980 года Гомес встретился с колумбийцем Хосе Сервантесом. Гомес нокаутировал соперника в 3-м раунде.
В июне 1981 года Гомес провёл нетитульный бой против коста-риканского джорнимена Рауля Сильвы. Гомес нокаутировал соперника в 3-м раунде.
В августе 1981 года Гомес поднялся в полулёгкий вес и встретился с легендарным мексиканским чемпионом Сальвадором Санчесом. На кону стоял принадлежавший Санчесу титул WBC. Перед боем Гомес был фаворитом из расчёта 2:1, а его послужной список состоял из 32 побед (все 32 нокаутом) и 1 ничьей. В 1-м раунде Санчес отправил Гомеса в нокдаун. К 8-му раунду лицо Гомеса полностью опухло, оба его глаза были заплывшими. Санчес нанес Гомесу сокрушительный удар правой, затем добавил несколько сокрушительных левых хуков и несколько ударов справа. Гомес во второй раз за бой оказался на полу, рефери отсчитал нокдаун. Гомес поднялся на ноги, показывая, что готов продолжать поединок. Однако рефери, оценив его состояние, дал отмашку об остановке боя. Санчес победил техническим нокаутом в 8-м раунде. Гомес потерпел первое поражение в карьере, однако титул во 2-м легчайшем весе остался за ним.
В январе 1982 года Гомес провёл нетитульный бой против американского джорнимена Хосе Гонсалеса. Гомес победил техническим нокаутом в 7-м раунде.
В феврале 1982 года Гомес провёл ещё один нетитульный бой против мексиканского джорнимена Хосе Луиса Сото. Гомес нокаутировал соперника во 2-м раунде.
В марте 1982 года Гомес вернулся во 2-й легчайший вес для 14-й защиты принадлежащего ему титула WBC против мексиканца Хуана Месы. Гомес победил техническим нокаутом в 6-м раунде.
В июне 1982 года Гомес встретился в реванше мексиканцем Хуаном Антонио Лопесом, которого в 1978 году победил техническим нокаутом в 7-м раунде. Гомес снова выиграл, на этот раз техническим нокаутом в 10-м раунде. Поединок состоялся в рамках шоу, главным событием которого был бой Ларри Холмс — Джерри Куни.
В августе 1982 года Гомес проводил 16-ю защиту титула во 2-м легчайшем весе против мексиканца Роберто Рубальдино. Гомес победил техническим нокаутом в 8-м раунде в виду отказа угла соперника от продолжения.
В декабре 1982 года Гомес встретился с легендарным мексиканцем Лупе Пинтором. Гомес победил техническим нокаутом в 14-м раунде. Это была 17-я защита Гомесом титула. Поединок проходил на телеканале HBO и состоялся в рамках шоу, главным событием которого был бой Уилфред Бенитес — Томас Хёрнс.
В апреле 1983 года Гомес объявил о повторном и уже окончательном переходе в полулёгкий вес, оставив титул WBC во 2-м легчайшем весе вакантным. В том же месяце Гомес провёл нетитульный бой против джорнимена с Нидерландских Антильских островов Иваном Замуко, победив техническим нокаутом в 3-м раунде.
В декабре 1983 года Гомес провёл ещё один нетитульный бой против джорнимена Эладио Сантаны. Гомес нокаутировал соперника во 2-м раунде.
В марте 1984 года Гомес встретился с соотечественником, обладателем титула WBC в полулёгком весе Хуаном ЛаПорте. Гомес победил единогласным решением судей по итогам 12-ти раундов, завоевав титул во второй весовой категории.
В декабре 1984 года Гомес проводил 1-ю защиту титула против легендарного чемпиона из Ганы Азумы Нельсона. Гомес проиграл нокаутом в 11-м раунде, потерпев второе поражение в карьере.
В мае 1985 года Гомес перешёл во 2-й полулёгкий вес и встретился с обладателем титула WBA из США Рокки Локриджем. По итогам 15-ти раундов Гомес победил решением большинства судей, став чемпионом в третьей весовой категории.
В мае 1986 года Гомес проводил 1-ю защиту титула против панамца Альфредо Лэйна. Гомес проиграл техническим нокаутом в 9-м раунде, потерпев третье поражение в карьере.
В июле 1988 года, после более чем двухгодичного перерыва, Гомес в нетитульном бою встретился с мексиканцем Марио Гонсалесом. Гомес победил техническим нокаутом в 6-м раунде.
В июле 1989 года Гомес в нетитульном бою встретился с джорнименом Марио Саласаром. Гомес нокаутировал соперника во 2-м раунде. После этого боя Гомес завершил карьеру профессионального боксёра.